# إليجيرية جرداء
إليجيرية جرداء (الاسم العلمي:Illigera glabra) هي نوع من النباتات تتبع جنس الإليجيرية من فصيلة الهرنانديات.